# Emił Radew
Emił Jordanow Radew, bułg. Емил Йорданов Радев (ur. 26 maja 1971 w Warnie) – bułgarski polityk i prawnik, adwokat, samorządowiec, parlamentarzysta krajowy, poseł do Parlamentu Europejskiego VIII, IX i X kadencji.

## Życiorys
Ukończył prawo na Uniwersytecie Ekonomicznym w Warnie, a także administrację na Wolnym Uniwersytecie Warneńskim. Rozpoczął również studia doktoranckie na Nowym Uniwersytecie Bułgarskim. W 1999 uzyskał uprawnienia adwokata, podejmując praktykę zawodową w Warnie.
W 2007 zaangażował się w działalność polityczną, kiedy to z listy nowo powołanego ugrupowania Obywatele na rzecz Europejskiego Rozwoju Bułgarii (GERB) uzyskał mandat radnego Warny, stając na czele partyjnego klubu radnych. W 2009 i w 2013 był wybierany na posła do Zgromadzenia Narodowego 41. i 42. kadencji. W wyborach w 2014 z listy partii GERB uzyskał mandat eurodeputowanego VIII kadencji. W 2019 uzyskał reelekcję, gdy przed rozpoczęciem IX kadencji z zasiadania w PE zrezygnowały dwie kandydatki jego partii. W 2024 utrzymał mandat europosła na kolejną kadencję.